# Walter Schellhas
Rudolph Walter Schellhas (* 26. April 1897 in Freiberg; † 30. September 1988 ebenda) war ein deutscher Historiker und Bibliothekar.

## Leben
Walter Schellhas diente im Ersten Weltkrieg als Artillerist, studierte anschließend an der Universität Leipzig Germanistik, Geschichte sowie Anglistik und schloss eine Ausbildung an der Sächsischen Landesbibliothek Dresden und der Deutschen Bücherei Leipzig mit dem Bibliothekarsexamen ab. Von 1924 bis 1935 arbeitete Schellhas als Bibliothekar an der Sächsischen Landesbildstelle Dresden (Deutsche Fotothek). Anschließend war er bis 1945 Leiter des städtischen Kulturamts Freiberg. Nach dem Zweiten Weltkrieg wurde er wegen seiner NSDAP-Mitgliedschaft verhaftet und in den NKWD-Speziallagern Bautzen und Mühlberg interniert.
Am 1. Juli 1950 wurde er an der Bergakademie Freiberg zum ersten hauptamtlichen Direktor der Bibliothek und der Archive berufen. Hier machte er sich besonders um die Erwerbung und Erschließung montanwissenschaftlicher Literatur verdient. Er forschte zur Geschichte Sachsens und trug  mit seinem Quellenwissen zur Durchführung der Jubiläen seiner Heimatstadt Freiberg 1938 (750-Jahr-Feier) und 1986 (800-Jahr-Feier) bei. Im Jahr 1987 ernannte die Stadt Freiberg ihn zum Ehrenbürger.
Die Ergebnisse seiner Arbeit sind in über 300 Veröffentlichungen über seine Historienforschungen dokumentiert.